# Sebastián Bruno Fernández Miglierina
Sebastián Bruno Fernández Miglierina (Montevideo, 23 de maig de 1985) és un futbolista internacional uruguaià que juga actualment al Club Nacional de Football. Té també nacionalitat espanyola.

## Biografia

### Club
Nascut a Montevideo, Fernández va jugar professionalment al Club Sportivo Miramar Misiones de la seva ciutat de naixença i posteriorment al Defensor Sporting Club, també de la mateixa urbanització. Va guanyar el torneig Apertura 2007 i la Copa Uruguaiana 2008.
El 2008 es va unir a l'equip argentí Banfield, jugant un total de 16 de 19 partits i guanyant el torneig Apertura 2009. El 13 de desembre va celebrar al costat dels seus companys del Banfield la primera victòria del club en un campionat argentí.
El 5 d'agost de 2010 va signar un contracte amb el Málaga Club de Fútbol per un període de quatre anys per una suma de € 3,6 milions. El 28 d'agost, durant el seu debut amb el Málaga, Fernández va marcar el seu primer gol contra el València Club de Futbol.

### Internacional
Va debutar amb la selecció de futbol de l'Uruguai el 24 de maig de 2006 en un partit amistós contra Romania. El maig de 2010 va ser convocat per jugar a la Copa del Món de futbol.
El 27 de juliol de 2010 va ser reservat per al partit amistós contra Angola a Lisboa. Fernández va marcar el seu primer gol amb l'Uruguai en un partit amistós contra la selecció de futbol de la Xina (0-4).

## Palmarès

### Club
Defensor SC
- Primera Divisió de l'Uruguai: Apertura 2007.

 CA Banfield
- Primera Divisió de l'Argentina: Apertura 2009.

### Internacional
Uruguai
- Copa del Món de futbol de 2010: Quarta posició.